# ActRaiser
ActRaiser (アクトレイザー, Akutoreizā) est un jeu vidéo de gestion et de plates-formes développé par Quintet et distribué par Enix, sorti en Europe en 1993 sur Super Nintendo.

## Trame

### Synopsis
Le jeu débute dans la cité flottante de Sky Palace, où le joueur incarne un dieu sans nom, plongé dans un profond sommeil. Réveillé par un ange il vous apprend que des monstres dominent actuellement la terre. La cause de tant de maux n'a d'autre nom que Tanzra, le démon qui avait scellé votre pouvoir. Afin de reconquérir cette force, il vous faudra regagner la foi que l’humanité vous porte et, pour ce faire, exterminer gobelins, loups, dragons, chauve-souris se dressant sur votre chemin, sans oublier de terrasser la panoplie de boss qui vous attendent à chaque fin d’acte, et de guider votre civilisation dans son évolution, dans le but d’éradiquer les êtres maléfiques et de mettre un terme à tout ce chaos. Le monde a été divisé en 6 territoires gouvernés par autant de lieutenant de Tanzra.

### Fin du jeu
Après avoir permis à la civilisation humaine de se développer partout dans le monde et avoir vaincu Tanzra, le dieu et son ange décident d'observer les différentes civilisations qu'ils ont créées. Ils s'aperçoivent que les temples sont déserts : la menace que faisait planer le dieu du mal ayant disparu, les hommes ne sentent plus le besoin de croire en un dieu bénéfique. Le joueur repart alors au cieux avec son ange, dans l'attente qu'un jour les hommes aient de nouveau besoin de lui.

## Système de jeu
Le jeu place le joueur dans le rôle d'un dieu qui aide un peuple à se développer. Il alterne les phases de gestion (du genre de SimCity) et de plates-formes et d'action
Ce jeu est composé de deux parties dans lesquelles le joueur n'incarne pas vraiment le dieu, mais deux avatars contrôlés par lui.
La première partie voit le dieu s'incarner dans une statue de guerrier. Le jeu prend la forme d'un jeu d'action et de plates-formes en deux dimensions. Le joueur à la possibilité d'attaquer, de sauter, de se baisser et de se mouvoir de gauche à droite, tout en ayant la possibilité d'attaquer des monstres. Le joueur traverse quelques tableaux avant d'affronter un boss final. Chaque contrée est composée de deux de ces séquences d'actions : une première fois afin de nettoyer le lieu de la présence des monstres et de le rendre habitable, une seconde fois afin de détruire un des lieutenants de Tanzra.
La seconde partie voit le dieu s'incarner dans son ange. Dans un jeu à mi-chemin entre la gestion de ville et l'action, l'ange tentera de faire se développer une ville dans la contrée qu'il vient de libérer. L'ange doit guider les humains, mais faire attention aux monstres attenants qui peuvent l'empêcher d'agir et tuer des humains. Il a comme pouvoir de chasser les ennemis des tanières, répondre aux requêtes des citoyens et utiliser des pouvoirs météorologiques. Lorsqu'une civilisation s'étend, les tanières de monstres peuvent être scellées, permettant l'expansion de la civilisation. Le joueur peut quitter à tout moment l'évolution de la ville, mais celle-ci permet d'améliorer les statistiques du héros en mode combat.

## Développement

### Équipe
- Réalisateur : Masaya Hashimoto
- Producteur : Yasuyuki Sone
- Distributeur : Yasuhiro Fukushima
- Scénario : Tomoyoshi Miyazaki
- Programmeur : Masaya Hashimoto
- Design graphismes : Ayano Koshiro, Masahiko Takai, Kouji Yokota, Takashi Shichijyo
- Compositeur musique : Yūzō Koshiro
- Équipe Enix : Takao Kawaguchi, Keichi Mochizuki, Kouji Mitsumori, Kenjiro Kano, Tetsuro Shimoda, Keiki Ito, Hideki Yamamoto, Shigeki Maruyama, Eiichi Hirasawa, Takashi Yoneda, Yuuchi Kikumoto, Yoshie Fujimori, Jyunji Yagi, Miwako Matsumoto, Keiko Tago, Yasuko Sekiguchi, Mitsuhiko Endo, Shinji Futami

### Sous-texte religieux
Le jeu est une allégorie du monothéisme chrétien. Dans le début d'ActRaiser 2, le nom du dieu est définitivement Dieu et celui de son antagoniste est Satan.
Selon le livre de Douglas Crockford Expurgation of Maniac Mansion, Nintendo of America avait une politique stricte envers les jeux au début des années 1990, notamment ce qui concernait la religion dans les jeux vidéo, considérée comme un sujet tabou. Ainsi, le personnage se fit appeler le « maître » au lieu d'être appelé « dieu » même si l'allégorie est assez évidente : il parcourt le monde sur un palais dans les nuages, est accompagné d'un ange, tue des démons, crée la vie, effectue des miracles et gagne ses pouvoirs par la prière de la population. De même, les boss sont basés sur des monstres de la mythologie grecque ou hindouiste. De même la fin du jeu est une interprétation de l'athéisme qui touche les civilisations développées.

### Musique
Entre autres choses, le jeu est loué pour sa bande-son composée par Yūzō Koshiro. Elle fut éditée près de six mois avant le lancement de la console afin de montrer le potentiel musical de la machine. La bande originale fut commercialisée au Japon pour la sortie du jeu, le 25 janvier 1991. Une version raccourcie de la bande son, intitulée Symphonic Suite from Actraiser fut sortie le 21 septembre 1991. En 2004, une version medley de la musique du jeu arrangée par le compositeur original du jeu fut jouée en live au Concert symphonique de musiques de jeux de Leipzig.

### Différences selon la localisation
En dehors du langage utilisé et du changement contextuel, des changements ont eu lieu entre la version japonaise et les versions internationales. Ainsi quelques changements graphique et musicaux ont eu lieu (le logo était plus stylisé et le "R" n'était pas en majuscule) et la difficulté des phases d'actions a été rabaissé dans la version NTSC américaine et PAL. De même, le temps s'écoule beaucoup plus rapidement dans les phases de stratégie, réduisant le temps qu'il faut pour pouvoir les finir et les monstres sur la carte sont bien moins nombreux. Dans la version américaine, une version « Professionnelle » est alors proposée à la fin du jeu correspondant à la difficulté japonaise, tandis que la version PAL, celle-ci est immédiatement disponible dans l'écran titre.

### Portages
Aux États-Unis, une version modifiée est apparue pour la plate-forme d'arcade du Nintendo Super System. Cette version ne contenait que les phases d'actions, similaires à celle rencontrées dans le mode « Professionnel ». Le jeu voit s'adjoindre un système de score et des difficultés supplémentaires : ainsi, un simple contact avec les piques sont fatal alors qu'ils ne faisaient perdre que quelques points de vies dans le mode original.
Un portage pour téléphone portable d'ActRaiser est sortie en 2004, consistant simplement aux trois premières séquences d'action du jeu,.
ActRaiser est aussi disponible sur la console virtuelle de la Wii depuis le 20 mars 2007 au Japon, le 13 avril 2007 en Europe et le 28 mai 2007 aux États-Unis,,. Le jeu ayant été publié par Enix, Square Enix garde les droits du jeu sur la console virtuelle.

## Accueil
Le jeu se vendit à 620 000 copies à travers le monde, avec près de 400 000 copies au Japon, 180 000 aux États-Unis et 40 000 en Europe.
En février 1991, le magazine Joypad donne 90 % au jeu lors sa sortie au Japon.
ActRaiser fut récompensé du titre de « Meilleure musique de l'année » en 1993 par le magazine Electronic Gaming Monthly. Le 12 décembre 2003, ActRaiser fut cité dans le top de GameSpot des plus grands jeux de tous les temps. Il fut mis aussi à la 150e place dans la liste des 200 meilleurs jeux ayant été édités sur une console créée par Nintendo
En 2007, le site internet ScrewAttack plaça ActRaiser comme no 1 dans leur top des « 10 grands noms oubliés » qui listait dix grands noms extrêmement populaires qui en bien ou en mal sont tombés dans l'oubli. Le jeu fut aussi 10e dans leur « top 20 des jeux SNES ».

## Suite
Il connait une suite : ActRaiser 2 en 1994 sur Super Nintendo. Dans cette suite les graphismes sont plus colorés et plus soignés, mais l'abandon des parties « gestion » à la demande du producteur d'Enix America enlève une part d'originalité au jeu.